# Calisto Bassi
Calisto Bassi (Cremona, ... – Abbiategrasso, 1860) è stato un librettista italiano.
Oltre alla scrittura dei propri libretti, si occupò della traduzione in italiano di libretti originariamente in altre lingue. Fu anche direttore di scena al Teatro alla Scala di Milano.

## Libretti
- Il podestà di Burgos ossia Il signore del villaggio, musica di Saverio Mercadante, (Vienna, Theater am Kärntnertor, 20 novembre 1824)
- I Crociati a Tolemaide ovvero Malek-Adel, musica di Giovanni Pacini (Trieste, Teatro Grande, 13 novembre 1828)
- Iacopo di Valenza, musica di Ruggero Manna (Trieste, Teatro Grande, autunno 1832)
- Il carrozzino da vendere, musica di Angelo Frondoni (Milano, Teatro alla Scala, 29 giugno 1833)
- Amelia, ossia Otto anni di costanza, musica di Lauro Rossi (Napoli, Teatro San Carlo, 31 dicembre 1834)
- La bella Celeste degli Spadari, musica di Pietro Antonio Coppola (Milano, Teatro alla Canobbiana, 14 giugno 1837)
- L'ammalata e il consulto, musica di Giuseppe Manusardi (Milano, Teatro alla Canobbiana, 24 giugno 1837)
- Il Buontempone di Porta Ticinese in Milano, ossia Sabato Domenica e Lunedì, musica di Placido Mandanici (Milano, Teatro alla Scala, 16 giugno 1841)
- Il birichino di Parigi, musica di Giuseppe Manusardi (Milano, Teatro alla Scala, 25 giugno 1841)
- Rosalia di San Miniato, musica di Antonio Cagnoni (Milano, Conservatorio, 28 febbraio 1845)
- Azema di Granata, ovvero Gli Abencerragi ed i Zegrini, musica di Lauro Rossi (Milano, Teatro alla Scala, 21 marzo 1846)
- Don Bucefalo, musica di Antonio Cagnoni (Milano, Conservatorio, 28 giugno 1847)
- Il testamento di Figaro, musica di Antonio Cagnoni (Milano, Teatro Re, primavera 1848)
- Mezz'ora all'Inferno, cantata fantastica su musica di Luigi Pirola (Milano, Teatro Carcano, 1850)
- Elodia di San Mauro, musica di Giovanni Battista Meiners (Milano, Teatro Carcano, primavera 1855)

## Traduzioni
- L'assedio di Corinto (da Le siège de Corinthe), musica di Gioachino Rossini (Parma, Teatro Ducale, 31 gennaio 1828)
- Guglielmo Tell (da Guillaume Tell), musica di Gioachino Rossini (Lucca, Teatro del Giglio, 17 settembre 1831)
- La muta di Portici (da La muette de Portici), musica di Daniel Auber (Roma, Teatro Valle, primavera 1835)
- Roberto il Diavolo (da Robert le diable), musica di Giacomo Meyerbeer (Lisbona, 2 settembre 1838)
- Il Postiglione di Longjumeau (da Le postillon de Lonjumeau per Adolphe-Charles Adam)
  - musica di Pietro Antonio Coppola (Milano, Teatro alla Scala, 6 novembre 1838)
  - musica di A. A. Speranza (Torino, Teatro Sutera, primavera 1845)
- La figlia del reggimento (da La fille du régiment), musica di Gaetano Donizetti (Milano, Teatro alla Scala, 30 ottobre 1840)
- La favorita (da La Favorite), musica di Gaetano Donizetti (Milano, Teatro alla Scala, 6 agosto 1843)
- I Martiri (da Les Martyrs, adattamento di Poliuto), musica di Gaetano Donizetti (Lisbona, 15 febbraio 1843)
- Roberto Bruce (da Robert Bruce), musica di Gioachino Rossini (1847)
- L'Anima in pena (da L'âme en peine), musica di Friedrich von Flotow (1847)
- Mosè (da Moïse et Pharaon), musica di Gioachino Rossini (Napoli, Teatro San Carlo, 1849)
- Gerusalemme (da Jérusalem), musica di Giuseppe Verdi (Milano, Teatro alla Scala, 26 dicembre 1850)
- I Guelfi ed i Ghibellini (da Gli ugonotti (Les Huguenots), Trieste, Teatro Grande, carnevale 1851)
- Il Profeta (da Le Prophète), musica di Giacomo Meyerbeer (Firenze, Teatro alla Pergola, 26 dicembre 1852)
- Alessandro Stradella, musica di Friedrich von Flotow (Genova, Teatro Carlo Felice, autunno 1863)